# Albert Delstanche
Albert Delstanche, né le 8 mai 1870 à Bruxelles et mort le 6 juillet 1941 à Ohain, est un peintre et graveur belge.

## Biographie

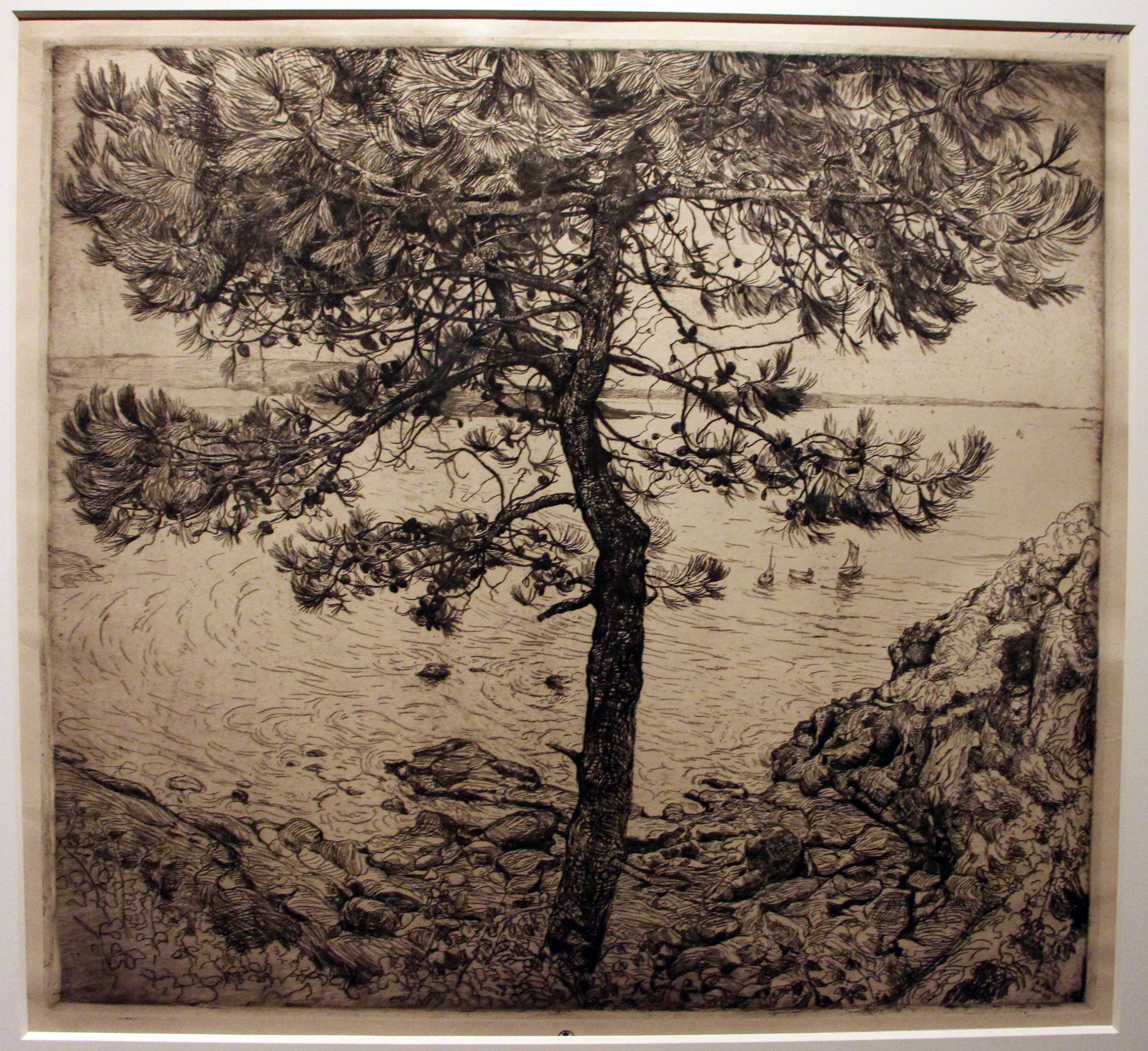
Baie du courtil a la guimorais, eau-forte, vers 1910.

Albert Jean Delstanche naît le 8 mai 1870 à Bruxelles,. Il est le fils de Charles Delstanche, docteur en médecine, né à Bruxelles, et de Marie Hélène Caroline Mélanie Madou, qui habitaient au no 11 de la rue du commerce à Bruxelles. Celle-ci, née en 1845 à Saint-Josse-ten-Noode, était la fille du peintre, illustrateur et lithographe Jean-Baptiste Madou (1796 - 1877) et y avait épousé en 1868 le docteur en médecine Charles Delstanche, né à Bruxelles en 1840 et lui-même fils du docteur en médecine Félix Joseph Delstanche.
Il obtient son doctorat en droit, puis une licence en art et archéologie, et s'inscrit au barreau.
Albert Delstanche épouse en 1895 à Bruxelles Madeleine Sylvie Vanderborght, née à Schaerbeek en 1871, fille du négociant bruxellois Jacques Vanderborght ou Vander Borght. De ce mariage naîtront deux filles, Marie-Madeleine en 1896 et Isabelle en 1900 qui épousa en 1921 Étienne Schotsmans.
Il est l'élève d'Alexandre Robert et de Joseph Stallaert à l'Académie des Beaux-Arts de Bruxelles. Il poursuit ses études à la Kunstakademie de Düsseldorf. Il interprète surtout des thèmes relatifs au Brabant Wallon.
Albert Delstanche meurt le 6 juillet 1941 à Ohain.

## Œuvres
- Flandres dans la neige[10]